# 国道90号線 (インド)
国道90号線（こくどう90ごうせん、ヒンディー語: राष्ट्रीय राजमार्ग ९०, 英語: National Highway 90; NH 90）は、インドの国道。ラージャスターン州の、バラン県バランとラージャスターン県アックレラを南北に結ぶ。全長は100キロメートル。